# کارخانه کشتی‌سازی

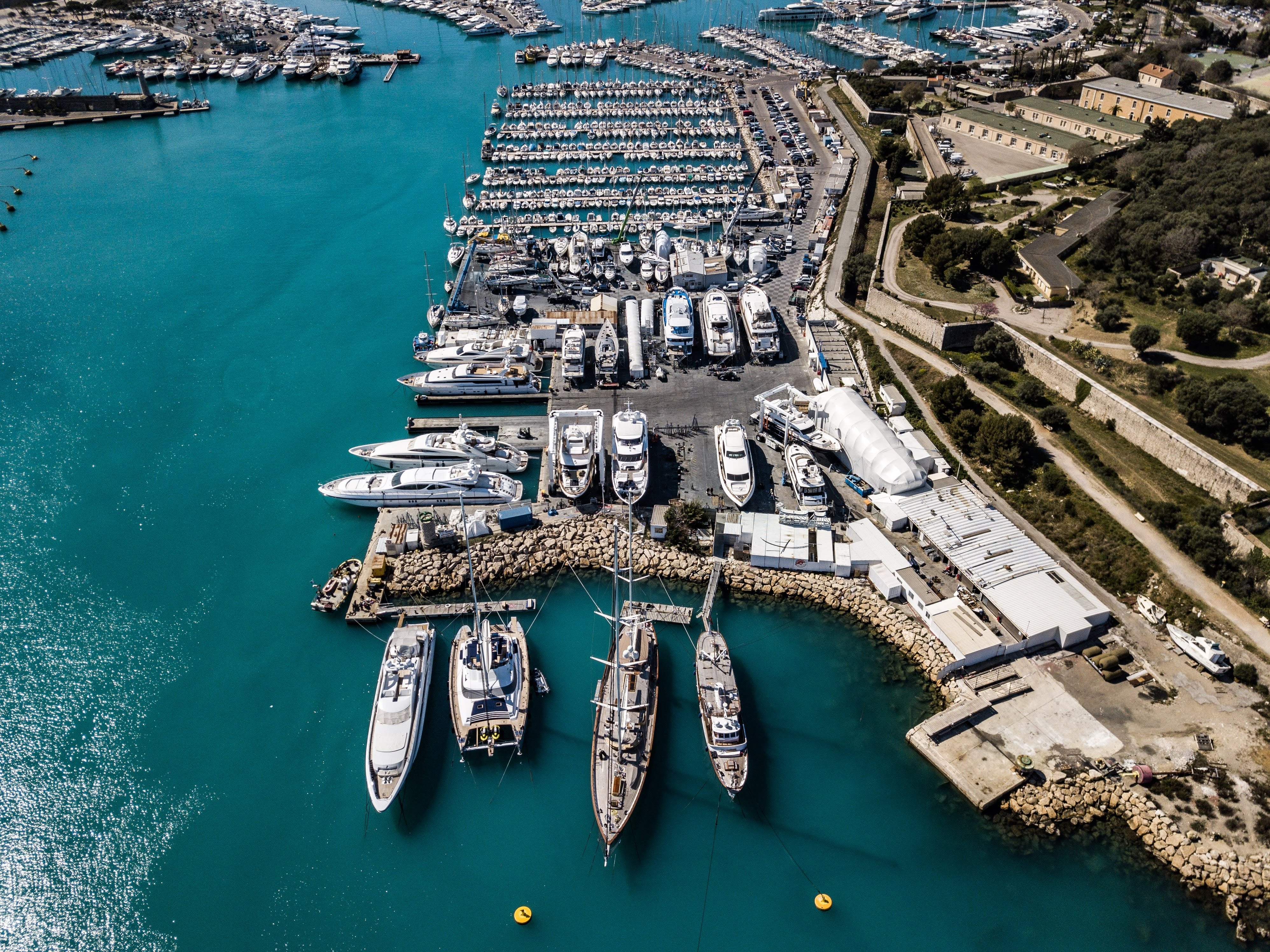
کشتی‌سازی موناکو مارین

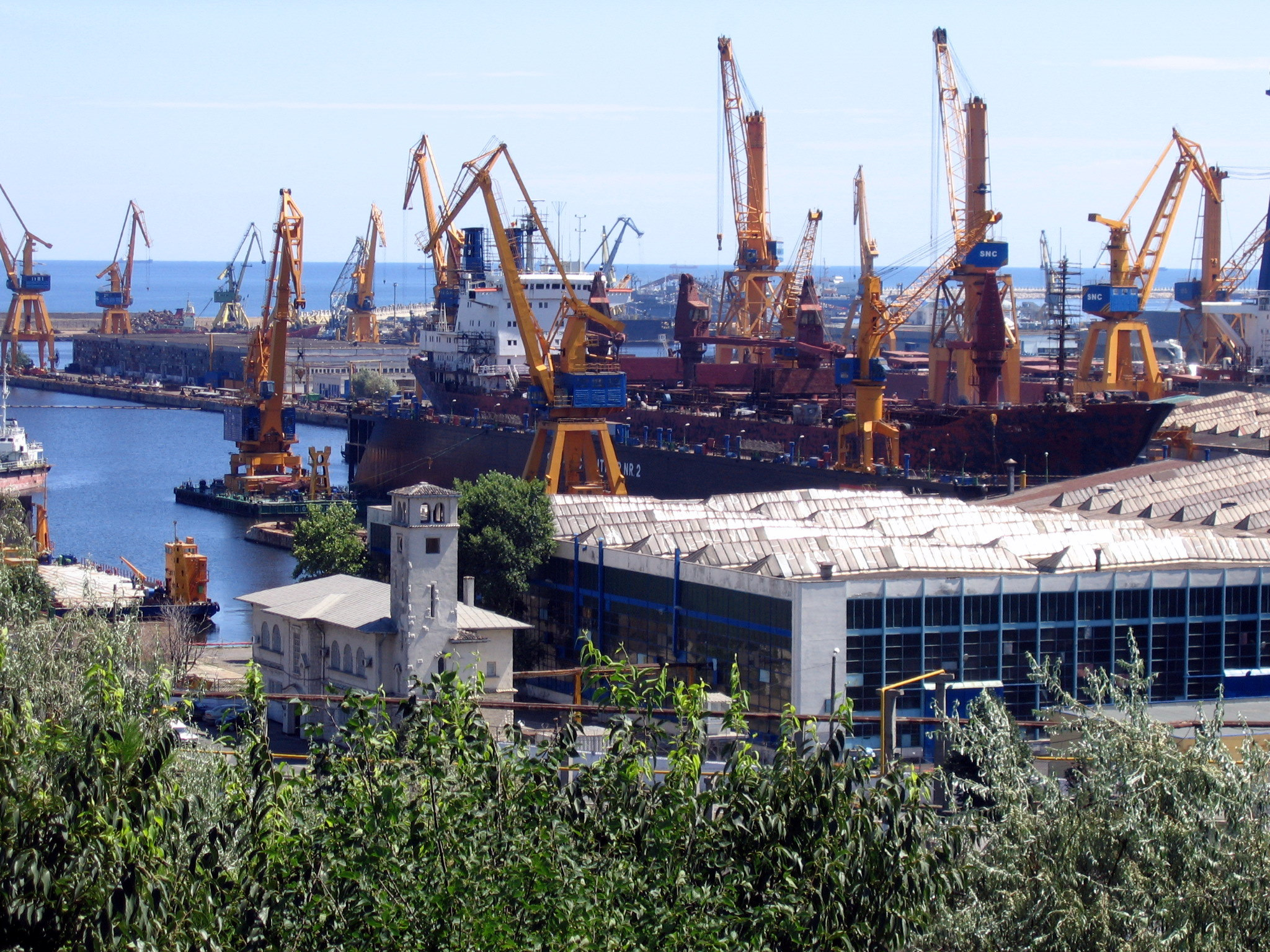
کارخانهٔ کشتی‌سازی کونستانتا، رومانی

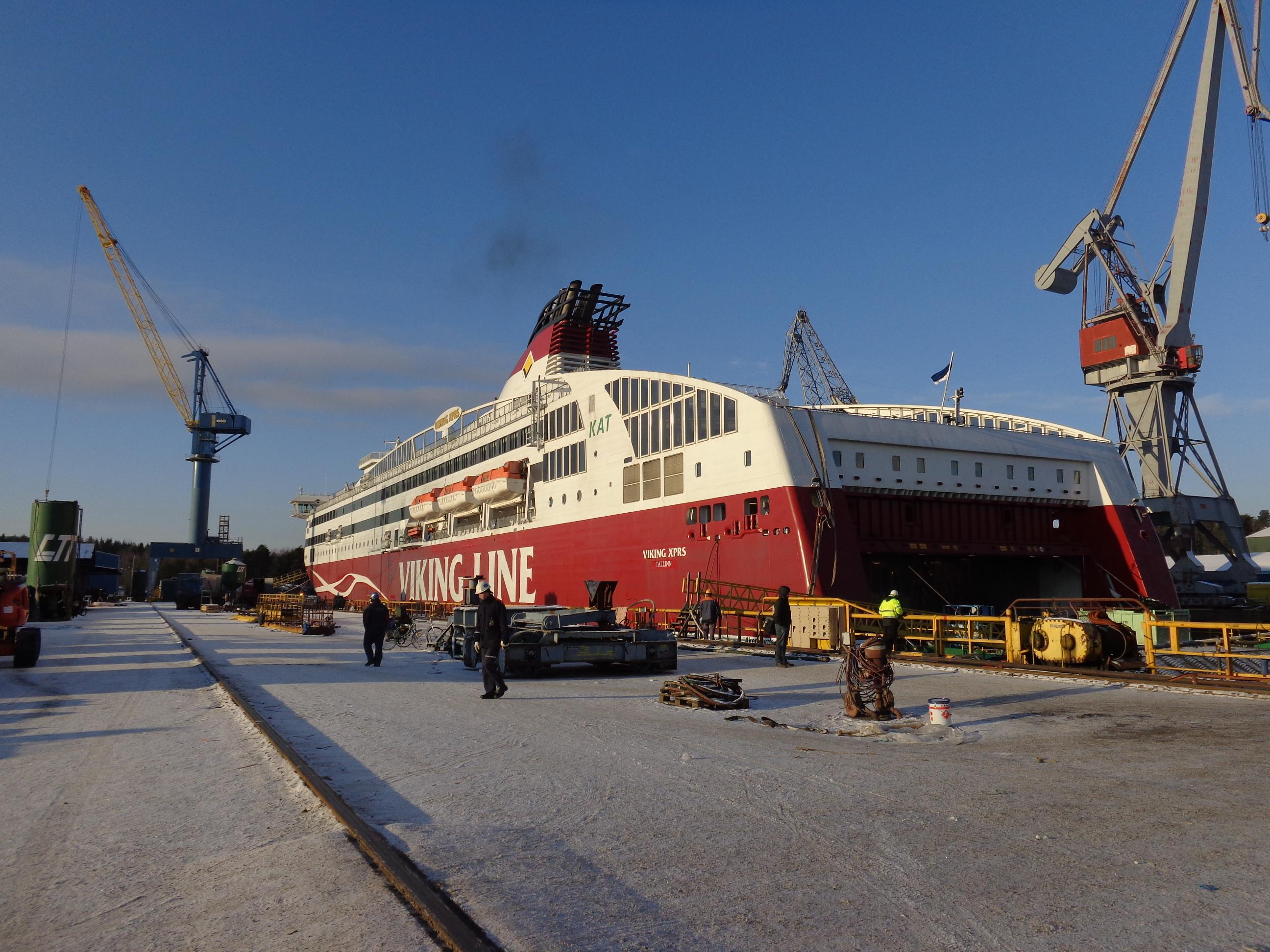
تورکو ریپیر یارد فنلاند

کارخانهٔ کشتی‌سازی مکانی است که در آن، کشتی‌ها ساخته و تعمیر می‌شوند. این کشتی‌ها می‌توانند قایق بادبانی، یات، کشتی‌های نظامی، کشتی‌های گردشی، کشتی‌های باری یا سایر کشتی‌ها باشند.
کشورهای دارای صنایع بزرگ کشتی‌سازی عبارت‌اند از: ایالات متحده آمریکا، برزیل، استرالیا، کرواسی، دانمارک، فنلاند، فرانسه، آلمان، هند، ایرلند، ایتالیا، ژاپن، هلند، نروژ، فیلیپین، لهستان، رومانی، روسیه، سنگاپور، کره جنوبی، کره جنوبی ،, تایوان، اوکراین، بریتانیا، چین و ویتنام. صنعت کشتی‌سازی در اروپا بیشتر از آسیا پراکنده‌است و کشورهای آسیایی، تمایل دارند شرکت‌های کمتر و بزرگ‌تری داشته باشند. بسیاری از کشتی‌های نیروی دریایی در کارخانه‌های کشتی‌سازی متعلق به دولت‌ها یا نیروی دریایی کشورها ساخته یا نگهداری می‌شوند.
کارخانه‌های کشتی‌سازی در نزدیکی دریا یا رودخانه‌های جزر و مدی ساخته می‌شوند تا امکان دسترسی آسان به کشتی‌ها فراهم شود. به‌عنوان مثال، بریتانیا در بسیاری از رودخانه‌های خود، کارخانهٔ کشتی‌سازی دارد.
یک کارخانهٔ کشتی‌سازی بزرگ، شامل تعداد زیادی از جرثقیل‌های تخصصی، حوضچه‌های خشک، انبارهای عاری از گرد و غبار، تأسیسات رنگ‌آمیزی و مکان‌هایی بسیار بزرگ برای ساخت کشتی‌ها است. پس از پایان عمر مفید یک کشتی، آخرین سفر کشتی به محل‌های اختصاصی اوراق‌سازی کشتی، اغلب در ساحلی در جنوب آسیا انجام می‌شود. در گذشته، اوراق کردن کشتی‌ها در کشورهای سازنده انجام می‌شد، اما اکنون میزان دستمزدهای بالا و مقررات زیست‌محیطی، منجر به انتقال کشتی‌های اوراقی به مناطق در حال توسعهٔ جهان شده‌است.

## تاریخ
نخستین اسکله‌های کشتی‌سازی شناخته‌شدهٔ جهان در شهر بندری هاراپان لوتال در حدود ۲۴۰۰ سال پیش از میلاد در گجرات هند ساخته شد. این اسکله در سمت شرقی شهر ساخته شده‌است و توسط باستان‌شناسان به‌عنوان یک شاهکار مهندسی در بالاترین درجه تلقی می‌شود.
نام شهر یونانی باستان نافپاکتوس به معنی «کارخانهٔ کشتی» است. این شهر در افسانه‌ها، به‌عنوان مکانی که هراکلیدها ناوگانی برای حمله به پلوپونز ساختند، مطرح شده‌است. در شهر بارسلون اسپانیا، کارخانه‌های کشتی‌سازی «دراسانس» حداقل از اواسط قرن سیزدهم تا قرن هجدهم فعال بودند اما گاهی نیز به‌عنوان پادگانی برای سربازان و همچنین زرادخانه عمل می‌کردند. در طول مدت بهره‌برداری، به‌طور مداوم تغییر، بازسازی و اصلاح شد، اما دو برج اصلی و بخشی از ساختمان اصلی، همچنان باقی مانده و در حال حاضر، یک موزه دریایی است.

## کارخانه‌های کشتی‌سازی تاریخی
- لوتال در گجرات، هند در حدود ۲۴۰۰ تا ۱۹۰۰ پیش از میلاد[۳]
- نافپاکتوس
- کشتی‌سازی رومی استیفون (نارنی)
- بلک‌وال یارد ۱۶۱۴ تا ۱۹۸۷
- شرکت کشتی‌سازی و مهندسی اسکاتز، گرینوک، اسکاتلند، ۱۷۱۱ تا ۱۹۸۴
- کشتی‌سازی کرالژویکا در ۲۸ آوریل ۱۷۲۹ تأسیس شد و هنوز فعال است.
- شرکت کشتی‌سازی تیمز از ۱۸۳۷ تا ۱۹۱۲
- ویلیام دنی و برادران، دمبارتن، اسکاتلند ۱۸۴۰ تا ۱۹۶۳
- جان براون و شرکا، کلایدبنک، اسکاتلند ۱۸۵۱ تا ۱۹۷۲
- کشتی‌سازی گدانسک، زادگاه جنبش همبستگی
- Swan Hunter - (در آوریل ۲۰۰۶ بسته شد و به کشتی‌سازی بهاراتی، دومین کشتی‌ساز بزرگ بخش خصوصی هند فروخته شد)
- هارلاند اند ولف
- کشتی‌سازی هاوانا در کوبا که برای مدت‌ها تنها اسکله در دریای کارائیب در طول دورهٔ استعمار بود.
- کشتی‌سازی دریایی سلطنتی در بریتانیا
- گروه اولشتاین، نروژ، تأسیس شده در سال ۱۹۱۷
- کشتی‌سازی دریایی جزیره ماری، جزیره ماری، کالیفرنیا، ۱۸۵۴ تا ۱۹۹۴

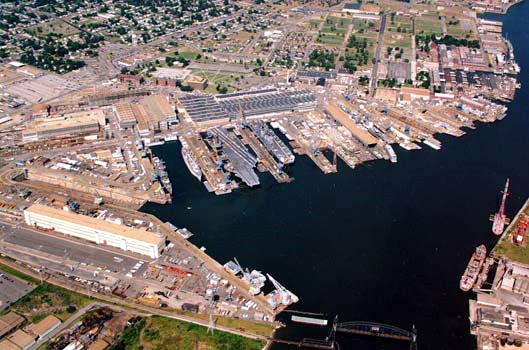
نمای هوایی از کشتی‌سازی نیروی دریایی در نورفولک

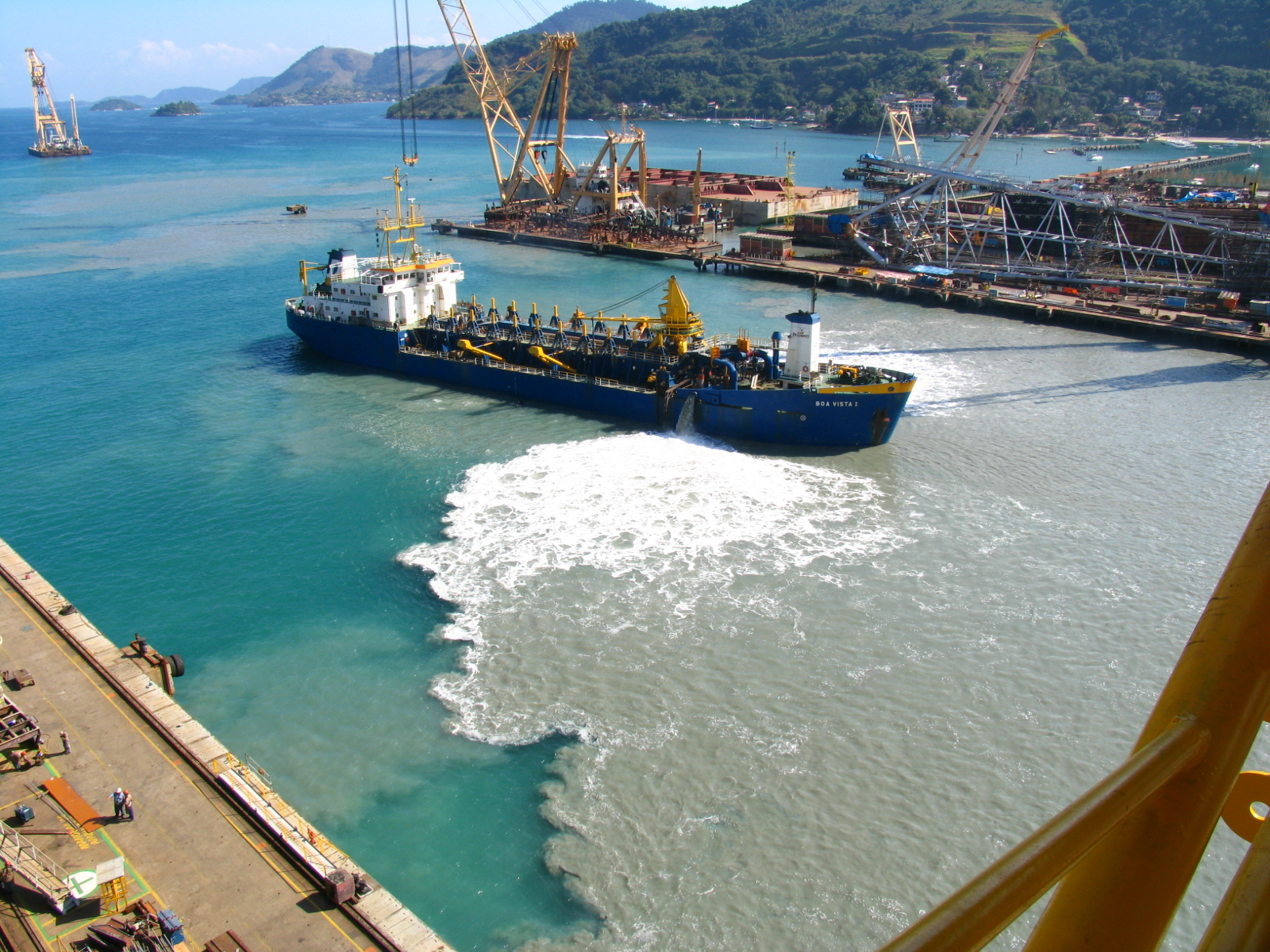
کشتی‌سازی براسفلز - ریو دو ژانیرو